# Alfredo Rouillón
Alfredo Rouillon fue un comerciante, empresario y político de Rosario, Santa Fe, Argentina.
Hijo de don Bernando Rouillon y Magdalena Vierci. Dado el temprano fallecimiento de su padre, se educó en San Galo (Suiza).
En 1901 se casó con María Hortensia Echesortu, con quien tuvieron nueve hijos: Alfredo, Armando, Hortensia, Guillermo, Fernando, Stella, Elena, Ernesto y Jorge.
Su residencia habitual fue en Moreno y Córdoba en la zona centro de Rosario, y Villa Hortensia era la residencia de verano.
Fue intendente de Rosario, concejal, diputado provincial, presidente de numerosas sociedades comerciales, fundador de varios clubes de la ciudad de Rosario (Jockey Club, Club Rosarino de Pelota) e importantes instituciones de la ciudad como la Bolsa de Comercio de Rosario, pionero de la aviación argentina y de las comunicaciones. También fue presidente de la Liga Patriótica Argentina, sección Rosario.
- Datos: Q5668002